# Народна узданица
Народна узданица, или пуним називом Културно-просвјетно друштво Народна узданица, била је муслиманско удружење за подршку култури у Босни и Херцеговини. Основана је 1923, а званично регистрована годину дана касније, након раскола просрпски и прохрватски оријентисаних муслиманских интелектуалаца у удружењу Гајрет. Док су први остали у Гајрету, други су одлучили да оснују сопствено просвјетно друштво. За вријеме постојања Независне Државе Хрватске (1941—1945) удружење је носило назив Хрватско муслиманско друштво Народна узданица.

## Историја

### Оснивање удружења
Удружење је основано на иницијативу Централног одбора Југословенске муслиманске организације (ЈМО) 15. јула 1923, а што је тражио посланик Народне скупштине Хамзалија Ајановић, дипломирани слависта и романиста. До тада је међу муслиманима постојала само једно просвјетно друштво Гајрет, али након отварање огранка у Београд под називом Осман Ђикић и стицања сталног покровитељства краља Александра I Карађорђевића било је јасно да ће ово удружење међу члановима промовисати српску националну идеју. Међутим, овакав став је био неприхватљив за муслиманске интелектуалце који су идеолошки гравитирали хрватском окружењу или одбацивали било коју националну квалификацију. У оснивачком одбору су се налазили др Атиф Хаџикадић (1884—1945), Едхем Мулабдић (1862—1954), Хамзалија Ајановић (1892/93—1925), др Махмуд Бехнем (1895—1937) и Фехим Спахо (1877—1941), који су одлучили да удружењу дају назив на народном језику, а не на оријенталној позајмљеници, као што је то тада било уобичајено међу муслиманским организацијама.
Статут новог удружења одобрио је велики жупан Сарајевске области 17. октобра 1923, међутим интервенцијом министара унутрашњих послова Милорада Вујичића 26. децембра 1923. дјелатност удружења је забрањена. Нови министар унутрашњих послова Божидар Максимовић одобрио је статут девет мјесеци касније, а удружење је заказало оснивачку скупштину 17. октобра 1924. у просторијама Југословенског муслиманског клуба (раније читаонице) у сарајевској четврти Бентбаша. На овом састанку изабран је административни одбор којем су присуствовали делегати из неколико босанскохерцеговачких градова. На чело удружења је постављен предузетник Асим-бег Дугалић (1888—1958), а Фехим Спахо је постао потпредсједник. Међу главним личности удружења били су и високи званичници Југословенске муслиманске организације.

### Дјелатност удружења 1920-их и 1930-их
Од самог почетка удружење је тражило материјалну помоћ за муслиманске ученике у средњим школама и студенте на универзитетима, али стипендије је почело да додјељује због финансијских потешкоћа тек од 1925. године. За школску 1925/26. новчане донације су додијељене за 20 средњошколаца и 10 студената. Поред тога, удружење је организовало друштвене вечери како би прикупило средства за своју дјелатност и курсеве описмењавања. Тада је, међутим, број чланова био мањи од 400, од чега је половина долазила из Сарајева, а мрежа мјесних огранака било је веома ријетка. Разлози слабих резултата су с једне стране званичне опструкције, а с друге стране слаба материјална позадина муслиманске заједнице у Босни и Херцеговини и незаинтересованост за дјелатности сличне природе. Истовремено, Народна узданица није могла да парира Гајрету, који је имао дужу традицију, бројније чланство и подршку највиших политичких кругова у Краљевини Срба, Хрвата и Словенаца. Незадовољство резултатима удружења и слаба подршка ЈМО довели су на крају до оставке предсједавајућег Асим-бега Дугалића.
На чело удружења 1927. дошао је исламски теолог Фехим Спахо. Његов брат Мехмед Спахо био је предсједник ЈМО. Међутим, ни ова потпуно козметичка промјена није донијела жељени ефекат у функционисању удружења, а Спахо је убрзо поднио оставку. Незадовољство чланства дјелатностима удружења нарочито се испољило 1928, када је у Сарајеву одржан конгрес муслиманских интелектуалаца и велика прослава поводом 25 година постојања Гајрета. Тадашње руководство удружења било је спремно да преговара о спајању с Гајретом, али захтјеви руководства Гајрета ка ширењу српске националне идеје за њих није било прихватљиво. Тада је вођење удружења преузео љекар Асим Мусакадић, али је и он послије годину дана поднио оставку. Замијенио га је 1929. енергични педагог Едхем Мулабдић, који је водио удружење наредних дванаест година.
Удружење није јавно подржало успостављање краљевске диктатуре 1929. и придружило се политичкој опозицији, којој је тада припадала и ЈМО. Тек након избора 1935, када ЈМО ушла у владу, оштро антирежимско понашање је ослабило и Народна узданица је добила више простора за своје дјелатности.
Народна узданица је од свог оснивања за циљ имала оснивање ученичких интерната, али због финансијских потешкоћа то се догодило много касније. Први интернат за средњошколце отворен је у Сарајеву 1931. (намјенска зграда је отворена 1938), до рата су се придружиле средњошколски објекти у Мостару (1935), Бањој Луци (1936) и Тузли (1937) и високошколски интернат (и мушки и женски) у Загребу (менза и интернат за момке 1936, а за дјевојке 1940).
| Период   | Сарајево | Мостар | Бања Лука | Загреб | Тузла | Укупно |
| -------- | -------- | ------ | --------- | ------ | ----- | ------ |
| 1931/32. | 36       | —      | —         | —      | —     | 36     |
| 1932/33. | 24       | —      | —         | —      | —     | 24     |
| 1933/34. | 36       | —      | —         | —      | —     | 36     |
| 1934/35. | 37       | —      | —         | —      | —     | 37     |
| 1935/36. | 39       | 18     | —         | —      | —     | 57     |
| 1936/37. | 55       | 21     | 33        | 33     | —     | 142    |
| 1937/38. | 54       | 30     | 48        | 23     | 39    | 145    |
| 1938/39. | 79       | 24     | 31        | 23     | 40    | 193    |
| 1939/40. | 105      | 31     | 51        | 21     | 43    | 251    |
| 1940/41. | 100      | —      | 43        | 52     | 50    | 245    |

### Током Другог свјетског рата
Након слома Краљевине Југославије, истакнути чланови удружења су поздравили оснивање Независне Државе Хрватске, јер је у почетку признавала културну и вјерску аутономију босанскохерцеговачких муслимана. Међутим, само су се неки одважили на политички ангажман са фашистичким усташама. На удружењу су непрестано вршили притисак муслимански поклоници хрватске националне идеје Адем-ага Мешић и Хакија Хаџић, који су жељели обновити удружење на основама хрватске кампање међу исламским вјерницима.
Удружење под притиском јавности на генералној скупштини 27. јула 1941. мијења назив у Хрватско муслиманско друштво Народна узданица. Већина руководства удружења није се сложила с овом промјеном, али се није усудила да искаже отпор. У исто вријеме, усташке власти су удружењу предале сву имовину конкурентског Гајрета, који је распуштен већ у априлу 1941, а бригу над имовином је накратко преузела Вакуфска дирекција Исламске заједнице. Међутим, управа удружења је дуго одлагала пренос имовине и прихватила је тек након пријетњи да ће сву имовину Гајрета преузети Хрватско културно друштво Напредак.
Међутим, чак ни одређени степен сервилности није спријечио предсједавајућег Едхема Мулабдића и секретара Салима Ћатића да ставе своје потписа на Сарајевску резолуцију муслиманских интелектуалаца 14. августа 1941. године. Резолуција је отворено говорила против усташког терора над нехрватима, што је ретроактивно утицало и на цивилно муслиманско становништво.
По завршетку рата, удружење није обновљено и заједно са Гајретом створено је ново удружење Препород. Кратко је дјеловало између 1945. и 1949, након чега су га власти дефинитивно укинуле. Препород је своју дјелатност обнови 1990. године.

## Чланство
У поређењу са Гајретом, удружење је имало мали број чланова (нису доступни тачни подаци за читав период дјеловања), а разлог су били релативно строги услови учешћа у дјелатностима удружења. Статут је разликовао четири (од 1938. шест) категорија чланства, у зависности од висине чланарине. Народна узданица је 1933. имала 4208 чланова, од тога у Сарајеву 531 (12%), Загребу 520 (12%), Тешњу 246, Мостару 230, Фочи 278, Бањој Луци 112 и Рогатици 174. Од 1925. у редовима удружења могли су радити и немуслимани.
Удружење је имало посебан јак положај у Загребу. Већ 23. јануара 1921. ту је основан пододбор Гајрета у којем су дјеловали муслимански студенти из Босне и Херцеговине. Међутим, након што је Гајрет преузела Народна радикална странка, чланови су прешли у Народну узданицу. Загребачки Гајрет дефинитивно је престао да постоји 1933. године. Мјесни одбор Народне узданице муслимански студенти основали су 6. новембра 1923. За предсједавајућег изабран је Абдулах Салихбеговић (од 1925. Абдулах Каравдић, од 1926. Хифзија Гавранкапетановић, од 1927. Анка Динагл-Домаћиновић и од 1935. Милан Дечак). Од краја двадесетих година, хрватски интелектуалци, попут Иве Пилара, Братољуба Клаића, Ивана Есиха, Мила Будака итд, такође су били чланови загребачког одбора. Од средине тридесетих, удружење је проширило своју дјелатност и изван академске заједнице — ЈМО прекинула је 1935. свој антирежимски фокус и удружење је тај правац вјерно пратило — и успјело да је досегне већину загребачких муслимана. Значајни чланови у то вријеме били су Алија Наметак, Скендер Куленовић, Едхем Чамо и Сафет Крупић.
| Период   | 1925/26. | 1926/27. | 1928/29. | 1929/30. | 1931/32. | 1932/33. | 1933/34. | 1936/37. | 1937/38. | 1939/40. |
| -------- | -------- | -------- | -------- | -------- | -------- | -------- | -------- | -------- | -------- | -------- |
| Чланство | 300      | 223      | 171      | 351      | 359      | 401      | 427      | 479      | 483      | 661      |

## ЛистНови бехари календарНародна узданица
Неформални штампани лист удружења био је Нови бехар, који се издавао од 1927. до краја Другог свјетског рата 1945. године. Удружење је издавало свој календар Народна узданица у периоду 1933—1945. године.

## Предсједници удружења
Предсједници Народне узданице били су:
| #  | Име                         | На дужности | На дужности |
| -- | --------------------------- | ----------- | ----------- |
| 1. | Асим-бег Дугалић(1888—1958) | 1924.       | 1927.       |
| 2. | Фехим Спахо(1877—1942)      | 1927.       | 1928.       |
| 3. | Асим Мусакадић(1894—1979)   | 1928.       | 1929.       |
| 4. | Едхем Мулабдић(1862—1954)   | 1929.       | 1945.       |
| 5. | Заим Шарац(1892—1965)       | 1945.       | 1946.       |
| 6. | Дервиш Тафро(1899—1981)     | 1946.       | 1949.       |